# 13077 Edschneider
13077 Edschneider eller 1991 VD10 är en asteroid i huvudbältet som upptäcktes den 4 november 1991 av Spacewatch vid Kitt Peak-observatoriet. Den är uppkallad efter piloten Edward T. Scheider.